# Calcutta Youth Choir
Calcutta Youth Choir (Coro Juvenil de Calcuta; en bengalí: ক্যালকাটা ইয়ুথ কয়্যার) fue una agrupación musical de la India fundada en 1958 por la actriz y cantante Ruma Guha Thakurta (গুহঠাকুরতা), el compositor Salil Chowdhury (সলিল চৌধুরী) y el director de cine Satyajit Ray.
El grupo es conocido por su interpretación de canciones populares. Hace varios años, se dieron a conocer con el tema musical titulado Aaj juddhabaaj joto. Shibdas Bandopadhyay escribió la letra de la canción y V. Balsara compuso la música. 
Thakurta se encargaba de la dirección musical. El repertorio, además de las de Salil Chowdhury, se componía de canciones de Ray Dwijendralal, Rabindranath Tagore, Sen Rajanikanta, Kazi Nazrul Islam, Dhawan Prem, Dasgupta Sudhin y Banerjee Sibdas.

## Discografía
1. Beje Uthlo Ki Somoyer Ghori, una colección de canciones de la masa liberada por HMV en 1976.
2. Waqt Ki Awaz (Hindi), una colección de canciones modernas publicado por HMV.
3. Prarthna Sangeet, una colección de cantos devocionales publicado por CBS.
4. Todos los horarios de la Juventud Gran Coro de Calcuta, una colección de pista seleccionada de HMV.
5. Amra Tori Beye Jai, una colección de canciones de la masa liberada por HMV en 1981.
6. Manusher Gaan Gai, una colección de canciones de la masa liberada por HMV en 1982.
7. Pochis Bochor Dhore, publicado por HMV en el año 1983 en el 25 º Aniversario del Coro.
8. Bharatbarsho Surger Ek Naam, una colección de canciones bengalí moderno publicado por HMV.
9. Swadesi Juger Gaan, una colección de canciones patrióticas publicado por HMV.
10. Chetonar Gaan, una colección de canciones de dar la bienvenida a Nelson Mandela en la India publicado por CBS en 1988.
11. Besh Sotoker Gaan, una colección de canciones de masas bengalíes lanzado por los expedientes Hindustan en 1990 la celebración de cumpleaños de 300 años de Calcuta.
12. Deshatobodok Gaan, una colección de canciones patrióticas publicado por Gathani en 1993.
13. Din Agato Oi, una colección de canciones modernas publicado por Gathani en 1994 para la celebración del Año Nuevo Bengalí (1400 SATABDI).
14. Kadam Kadam Badaye Ja (Hindi), una colección de INA (Azad Hind Fauj) canciones de aniversario del nacimiento de HMV n 100 de Netaji Subhas Bose en 1996.
15. Milla Sobe Bharat Santan, una colección de canciones modernas publicado por HMV en 1998.
16. Sikol Bhangar Gaan, una colección de canciones patrióticas (antes de la independencia de la India), publicado en 2001.
17. Amader Salilda, una colección de canciones en masa por Salil Chowdhury publicado por ASHA AUDIO en el 2007.
18. Ek Dor Mein, una colección de Hindi Traducción Rabindra Sangeet publicado por Saregama (HMV) en 2010.